# 醋甲唑胺
醋甲唑胺（英語：Methazolamide），是一种治疗高眼壓症（包括青光眼）的口服药物。服用後4小时内發揮药效，並持续18 小时。
常见的副作用包括麻木、听力问题、疲倦、恶心、腹泻和嗜睡。其他副作用包括可能史蒂芬斯-強森症候群。它是一种碳酸苷酶抑制劑，可减少房水产生。
醋甲唑胺于 20 世纪 50 年代在美国取得医疗使用許可 。